# كلوي لامبرت
كلوي لامبرت (بالفرنسية: Chloé Lambert)‏ هي ممثلة فرنسية، ولدت في 30 مارس 1976 بمارسيليا في فرنسا.

## أعمال

### أفلام
- (2001) فوضى

## وصلات خارجية
- كلوي لامبرت على موقع IMDb (الإنجليزية)
- كلوي لامبرت على موقع ألو سيني (الفرنسية)
- كلوي لامبرت على موقع أول موفي (الإنجليزية)
- كلوي لامبرت على موقع قاعدة بيانات الفيلم (الإنجليزية)
- كلوي لامبرت على موقع كينوبويسك (الروسية)